# Стомія
Стомія або голкорот (Stomias) — рід голкоротоподібних риб родини Стомієві (Stomiidae).

## Опис
Це риби середніх розмірів, завдовжки від 25 до 40 см. Населяють океанічні води на глибині понад 300 м. Хижаки, що живляться рибою та ракоподібними.

## Класифікація
Рід включає 9 видів:
- Stomias affinis (Günther, 1887)
- Stomias atriventer (Garman, 1899)
- Stomias boa (Risso, 1810)
- Stomias brevibarbatus (Parr, 1927)
- Stomias danae (Regan y Trewavas, 1929)
- Stomias gracilis (Regan y Trewavas, 1930).
- Stomias lampropeltis (Gibbs, 1969)
- Stomias longibarbatus (Brauer, 1902)
- Stomias nebulosus (Alcock, 1889)